# شائی مهرعلی
شائی مهرعلی (به انگلیسی: Shai Mehr Ali) یک شهرک در پاکستان است که در ناحیه پایتختی اسلام‌آباد واقع شده‌است. شائی مهرعلی ۵۵۸ متر بالاتر از سطح دریا واقع شده‌است.